# جايسون هانسون
جايسون هانسون (بالإنجليزية: Jason Hanson)‏ هو لاعب كرة قدم أمريكية أمريكي، ولد في 17 يونيو 1970 في سبوكين في الولايات المتحدة.

## وصلات خارجية
- جايسون هانسون على موقع إي إس بي إن.كوم (أن.أف.أل)3
- جايسون هانسون على موقع مرجع كرة القدم المحترفة.كوم (الإنجليزية)